# Antonio Pérez Lao
Antonio Pérez Lao (Doña María, Almería, 1943) es un cooperativista y financiero español. Es presidente de la Fundación Cajamar y expresidente de Cajamar Caja Rural. 

## Biografía
Pérez Lao nació en Doña María, un pequeño pueblo situado a los pies de Sierra Nevada, que actualmente se integra en el municipio de Las Tres Villas.
Ingresó como empleado en Cajamar, entonces Caja Rural Provincial de Almería, en 1971, cuando tenía veintiocho años. Ocupó diversos puestos hasta llegar a la dirección del área de secretaría general y a la subdirección del área social en 1996. En 2000 fue elegido por la Asamblea General miembro del Consejo rector y vicepresidente de la Caja, previamente a la fusión con la Caja Rural de Málaga, que dio lugar a la actual Cajamar.
Tras treinta y cinco años de carrera, el 28 de marzo de 2006 alcanzó la presidencia de la entidad, sucediendo a Juan del Águila Molina, que pasó a ser presidente de la Fundación Cajamar. 
El 15 de diciembre de 2011 se anunció su marcha de la entidad coincidiendo con la fusión de Ruralcaja y la integración en el Grupo Cooperativo Cajamar del Grupo CRM, siendo su nuevo destino la Fundación Cajamar, como presidente. Fue sucedido en el cargo en 2012 por Juan de la Cruz Cárdenas Rodríguez, hasta ese momento consejero delegado y vicepresidente de la entidad.
Entre otras responsabilidades, Pérez Lao ha sido consejero de la Unión Nacional de Cooperativas de Crédito, presidente del Grupo Hispatec, presidente de Agrocolor, vicepresidente de la Fundación para la Investigación Agraria en la provincia de Almería, presidente del Parque de Innovación y Tecnología de Almería y miembro del Consejo Social de la Universidad de Almería.